# 헤르손 토레스
헤르손 토레스 바란테스(스페인어: Gerson Torres Barrantes, 1997년 8월 28일 ~ )는 코스타리카의 축구 선수로 포지션은 미드필더이다. 현재 코스타리카 프리메라 디비시온의 클럽인 CS 에레디아노에서 활약하고 있다.